# Tour à portrait

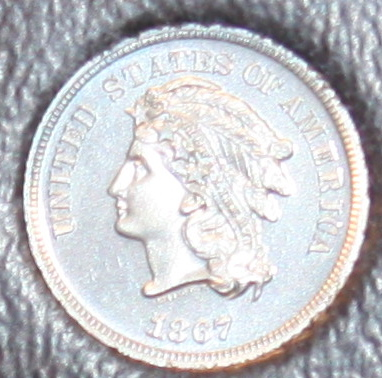
Coin gravé grâce au tour à portrait Contamin qui équipait l'United States Mint au XIXe siècle.

Un tour à portrait est un mécanisme ou une machine-outil utilisée par un médailleur afin de reproduire des profils (en général) sur les coins servant à la frappe de la médaille ou de la pièce. Le tour à portrait fonctionne comme un pantographe en trois dimensions, suivant les creux et les bosses d'un modèle, pour les graver sur le coin. Ce dispositif, datant du début du XVIIIe siècle est dérivé du tour à guillocher utilisé par les orfèvres et les horlogers.

## Histoire
Le tsar Pierre le Grand était un passionné de l’art du tour qu’il pratiquait lui-même. Lors de sa visite à Louis XV enfant, en 1717 à Versailles, à la suite de sa cure à Spa, il donna à l’Académie des sciences de Paris un tour à portrait,,.
De 1881 à 2008, l'US Mint possédait un tour à portrait français, un dispositif nommé Janvier Reducing Machine,  d'après l'ingénieur Victor Janvier, qui remplaça le procédé Contamin, élaboré en 1841, et qui avait été également adopté par la Monnaie de Munich. L'ingénieur Contamin (Paris), médaillé d'argent pour l'occasion, avait réussi à perfectionner le procédé Poterat développé en 1816.